# Lamborghini Sián

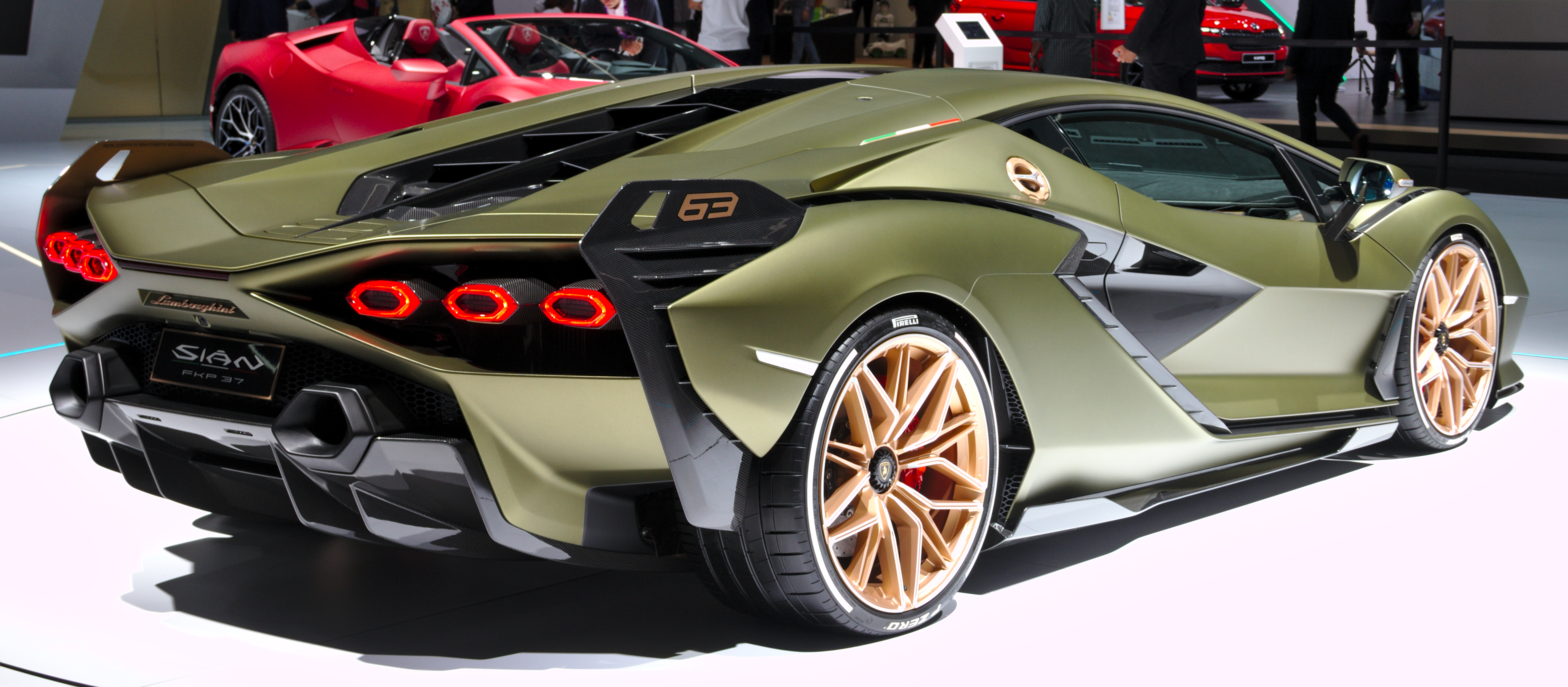
Heckansicht

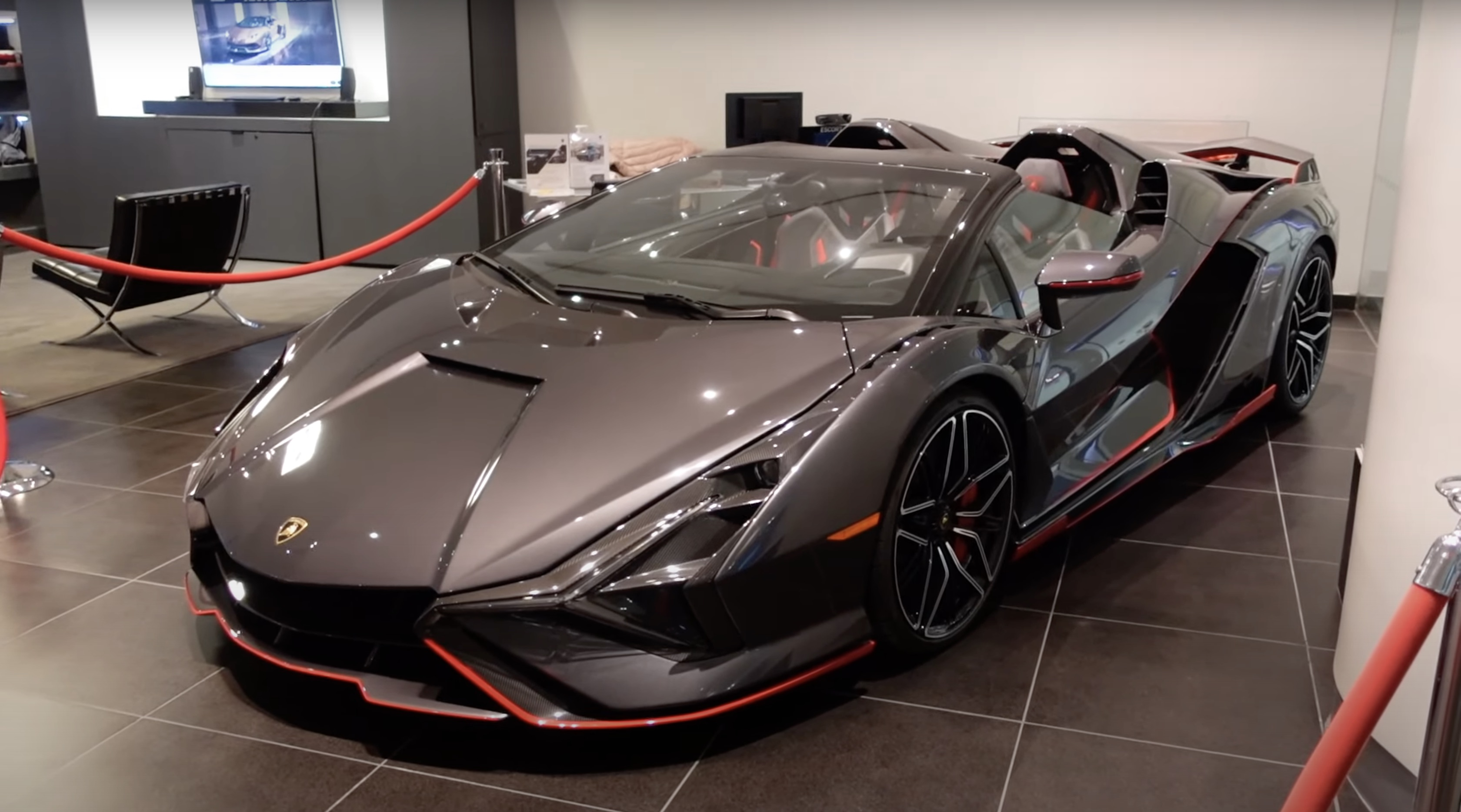
Lamborghini Sián Roadster

Der Lamborghini Sián ist ein straßenzugelassener Supersportwagen des italienischen Automobilherstellers Lamborghini. Es ist das erste in Serie gebaute Hybridfahrzeug des Herstellers.

## Geschichte
Vorgestellt wurde der Sián als Coupé am 3. September 2019 mit dem Namenszusatz FKP 37. Öffentlichkeitspremiere hatte der Supersportwagen auf der 68. Internationalen Automobil-Ausstellung 2019 in Frankfurt am Main. Das Fahrzeug ist in Anlehnung an das Gründungsjahr 1963 von Lamborghini auf 63 Exemplare limitiert und war mit 602 kW (819 PS) bis zur Vorstellung des Revuelto das leistungsstärkste Serienfahrzeug des Herstellers.
Das Wort „Sián“ entstammt dem bolognesischen Dialekt und bedeutet übersetzt „Blitz“. Der Namenszusatz „FKP 37“ steht für die Initialen und das Geburtsjahr des am 25. August 2019 verstorbenen Ferdinand Karl Piëch, der zwischen 1993 und 2002 Vorstandsvorsitzender der Volkswagen AG und danach bis 2015 deren Aufsichtsratsvorsitzender war.
Der am 8. Juli 2020 präsentierte Roadster ist auf 19 Exemplare limitiert und verzichtet auf den Namenszusatz FKP 37.

## Fahrzeugcharakteristik
Der Sián hat einen Hybridantriebsstrang, der ab 2022 auch im Lamborghini Countach LPI 800-4 zum Einsatz kommt. Dieser kombiniert den 6,5-Liter-V12-Ottomotor aus dem Lamborghini Aventador mit einem 48-Volt-Elektromotor, der direkt im Getriebe verbaut ist. Der Verbrennungsmotor hat 577 kW (785 PS) und der Elektromotor 25 kW (34 PS). Statt eines Akkumulators, der die elektrische Energie speichert, kommt in dem Wagen ein Superkondensator zum Einsatz. Auf 100 km/h soll der Supersportwagen in unter 2,8 Sekunden beschleunigen, die Höchstgeschwindigkeit gibt Lamborghini mit über 350 km/h an.
Optisch nimmt das Fahrzeug Elemente des Lamborghini Countach und des Lamborghini Terzo Millennio auf.

## Technische Daten
|                                             | Sián FKP 37                          | Sián Roadster                        |
| Motorkenndaten                              |                                      |                                      |
| Motortyp                                    | V12-Ottomotor + 48-Volt-Elektromotor | V12-Ottomotor + 48-Volt-Elektromotor |
| Motoraufladung                              | —                                    | —                                    |
| Verdichtungsverhältnis                      | 11,8 : 1                             | 11,8 : 1                             |
| Hubraum                                     | 6498 cm³                             | 6498 cm³                             |
| max. Leistung Verbrennungsmotor bei min−1   | 577 kW (785 PS) / 8500               | 577 kW (785 PS) / 8500               |
| max. Leistung Elektromotor                  | 25 kW (34 PS)                        | 25 kW (34 PS)                        |
| max. Systemleistung                         | 602 kW (819 PS)                      | 602 kW (819 PS)                      |
| max. Drehmoment Verbrennungsmotor bei min−1 | 720 Nm / 6750                        | 720 Nm / 6750                        |
| max. Drehmoment Elektromotor                | 38 Nm                                | 38 Nm                                |
| max. Systemdrehmoment                       | 758 Nm                               | 758 Nm                               |
| Kraftübertragung                            |                                      |                                      |
| Antrieb                                     | Haldex-Allradantrieb                 | Haldex-Allradantrieb                 |
| Getriebe, serienmäßig                       | 7-Gang-ISR-Getriebe                  | 7-Gang-ISR-Getriebe                  |
| Messwerte                                   |                                      |                                      |
| Höchstgeschwindigkeit                       | 355 km/h                             | > 350 km/h                           |
| Beschleunigung, 0–100 km/h                  | < 2,8 s                              | < 2,8 s                              |
| Kraftstoffverbrauch auf 100 km (kombiniert) | 19,2 l                               | 18,5 l                               |
| CO2-Emissionen (kombiniert)                 | 447 g/km                             | 447 g/km                             |
| Abgasnorm                                   | Euro 6 – LEV 3                       | Euro 6 – LEV 3                       |